# Cantó de Baiona-Nord
El cantó de Baiona-Nord, (en euskera Baiona-Iparraldea) és una divisió administrativa francesa, situada al departament dels Pirineus Atlàntics i la regió Nova Aquitània.
El seu Conseller general és Christophe Martin, del PS. Està format per una part de la vila de Baiona i la vila de Bokale. Fou creat el 1973 de la divisió de l'antic cantó de Baiona. El 1982 li fou separada la part oriental per a crear el Cantó d'Hiriburu.

## Consellers generals
| Data d'elecció                             | Identitat              | Partit | Qualitat |
| ------------------------------------------ | ---------------------- | ------ | -------- |
| 1973                                       | Jean Abbadie           | PCF    |          |
| 1979                                       | Jean Abbadie           | PCF    |          |
| 1985                                       | Jean Abbadie           | PCF    |          |
| 1992                                       | Christian Millet-Barbé | RPR    |          |
| 1998                                       | Maurice Garcia         | PCF    |          |
| 2004                                       | Christophe Martin      | PS     |          |
| No es coneixen les dades anteriors a 1974. |                        |        |          |